# Journal of Economics and Management
Journal of Economics and Management – angielskojęzyczne, międzynarodowe, interdyscyplinarne czasopismo naukowe wydawane przez Uniwersytet Ekonomiczny w Katowicach. Wydawane jako kwartalnik w formule otwartego dostępu. Od numeru 43, 2021 czasopismo jest wydawane we współpracy z wydawnictwem Sciendo będącym częścią grupy wydawniczej De Gruyter. Od autorów nie są pobierane opłaty za publikację. Kwartalnik ukazuje się w formie papierowej i elektronicznej, pierwotną wersją czasopisma jest wersja papierowa.

## Cele i zakres
Czasopismo publikuje recenzowane artykuły naukowe o charakterze zarówno teoretycznym jak i empirycznym i koncepcyjnym. Zostało założone w 2003 roku i stanowi oficjalne czasopismo Uniwersytetu Ekonomicznego w Katowicach. Tematyka publikacji koncentruje się wokół aktualnych obszarów naukowo-badawczych z zakresu zarządzania, ekonomii oraz finansów, a także powiązanych z nimi kwestiami metodologicznymi. Publikowane są oryginalne prace naukowe, artykuły przedstawiające wyniki badań ilościowych, jakościowych oraz mieszanych, a także prace poświęcone przeglądom literatury, recenzje książek, komunikaty z badań prowadzonych przez jednostki uczelni i relacje z konferencji.
Czasopismo znajduje się w wykazie czasopism naukowych prowadzonym przez Ministra Edukacji i Nauki z przyznaną liczbą 40 punktów.

## Rada wydawnicza
Redaktor naczelny:
- prof. dr hab. Ewa Ziemba

Redaktor prowadzący:
- dr Monika Eisenbardt

Redaktor statystyczny:
- dr hab. inż. Wojciech Gamrot

## Integracja z ogólnodostępnymi bazami publikacji
Czasopismo jest indeksowane w następujących bazach:
- Google Scholar,
- DOAJ[6]
- EBSCOhost (Business Source Complete)[7]
- BazEkon
- ERIH PLUS (European Reference Index for the Humanities and Social Sciences)
- ProQuest (ABI/INFORM Global)
- CEJSH
- MEiN (nr 200246)[8]

## Punktacja Ministerstwa Edukacji i Nauki
| Rok  | Punkty | Lista                    |
| ---- | ------ | ------------------------ |
| 2020 | 20     | Lista ministerialna 2019 |
| 2019 | 20     | Lista ministerialna 2019 |
| 2018 | 12     | B                        |
| 2017 | 12     | B                        |
| 2016 | 12     | B                        |
| 2015 | 12     | B                        |
| 2014 | 8      | B                        |
| 2013 | 8      | B                        |
| 2012 | 5      | B                        |
| 2011 | 5      | B                        |
| 2010 | 6      | B                        |
| 2009 | 6      | B                        |
| 2008 | 6      | B                        |